# Klaus Michael
Klaus Michael (* 1959 in Lutherstadt Wittenberg) ist ein deutscher Germanist und Literaturwissenschaftler.

## Leben
Klaus Michael studierte von 1982 bis 1987 Germanistik an der Friedrich-Schiller-Universität Jena. Von 1987 bis 1991 war er wissenschaftlicher Mitarbeiter am Zentralinstitut für Literaturgeschichte an der Akademie der Wissenschaften der DDR in Berlin in einer Forschungsgruppe zur Literatur der Weimarer Republik unter Werner Mittenzwei und erhielt 1991 einen Wissenschaftspreis des BMFT. 1994 promovierte er über die frühe Filmkritik Siegfried Kracauers an der Humboldt-Universität zu Berlin. Von 1994 bis 1996 forschte er an der Technischen Universität Berlin zur zweiten Literatur und Kunst der DDR im Wissenschaftler-Integrationsprogramm und zum Schriftstellerverband der DDR im Schwerpunkt Diktaturenvergleich der Volkswagenstiftung.
Seit 1986 publizierte Michael u. a. in nicht offiziellen Zeitschriften in Berlin (Ps. Michael Thulin, August Thalheimer). Mit Heinz Havemeister, Volker Handloik und Susanne Schleyer gab er 1988 bis 1990 in Berlin die Literatur- und Kunstzeitschrift Liane heraus. 1990 Mitgründer des Berliner Literaturverlags Druckhaus Galrev, war er von 1990 bis 1992 mit Rainer Schedlinski dessen Geschäftsführer. Mit Lutz Seiler, Peter Walther und Birgit Dahlke (ab 1996) brachte er 1993 bis 1998 die Literaturzeitschrift moosbrand heraus, die seit 1996 im Verlag Janus-Press Gerhard Wolf Berlin erschien.
Seit 1997 ist Michael Präsidialsekretär der Sächsischen Akademie der Künste. 2000 bis 2001 war Michael zugleich Gründungskoordinator der Jungen Akademie der Berlin-Brandenburgischen Akademie der Wissenschaften / Deutsche Akademie der Naturforscher Leopoldina. Er war Vorstandsmitglied des Peter Huchel-Hauses e. V. Wilhelmshorst bei Potsdam, war von 2000 bis 2010 im Ständigen Ausschuss Kunst des Deutschen Evangelischen Kirchentages aktiv und war Mitglied im Kuratorium des Lessing-Preises des Freistaates Sachsen.

## Publikationen und Herausgaben
- Hugo Ball: Flametti oder vom Dandysmus der Armen. Aufbau-Verlag Berlin und Weimar 1989, ISBN 3-351-01401-5 (Hrsg. mit Alfred Dreifuß).
- Flanzendörfer. unmöglich es leben. texte fotos bilder. Verlag Janus Press Berlin 1992, ISBN 3-928942-00-X (Hrsg. mit Peter Böthig).
- Vogel oder Käfig sein. Kunst und Literatur aus unabhängigen Zeitschriften in der DDR 1979-1989. Druckhaus Galrev Berlin 1992, ISBN 3-910161-10-3 (Hrsg. mit Thomas Wohlfahrt).
- Machtspiele. Literatur und Staatssicherheit im Fokus Prenzlauer Berg (= Reclams Universal-Bibliothek, 1460). Reclam Leipzig 1993, ISBN 3-379-01460-5 (Hrsg. mit Peter Böthig).
- Filmkritik als Kulturkritik. Siegfried Kracauers frühe Filmkritik 1921–1941. Promotionsschrift. Humboldt-Universität Berlin 1994 (Manuskriptdruck).
- Revolution im geschlossenen Raum. Die andere Kultur in Leipzig 1979–1989. Verlag Faber und Faber Leipzig 2002 (mit Uta Grundmann). ISBN 3-932545-77-X. (Die erste Auflage erschien 1996 im Thom-Verlag Leipzig unter dem Titel Die Einübung der Außenspur. Die andere Kultur in Leipzig 1979–1989)
- Autonome Kunst in der DDR. Online-Dossier für die Bundeszentrale für politische Bildung (mit Uta Grundmann)
- Sächsische Akademie der Künste. Zwanzig Jahr 1996-2016. Dresden 2017 (mit Wilfried Krätzschmar).
- Sächsische Akademie der Künste. Chronik 1996-2016. Dresden 2017 (mit Wilfried Krätzschmar).

## Aufsätze und Beiträge (Auswahl)
- Neue Verlage und Zeitschriften in Ostdeutschland. In: Aus Politik und Zeitgeschichte. Bd. 41/42, 1991, S. 33–45.
- Papierboote. [Literarische Zeitschriften im Selbstverlag]. In: Gabriele Muschter, Rüdiger Thomas (Hrsg.): Jenseits der Staatskultur. Traditionen autonomer Kunst in der DDR. Hanser, München u. a. 1992, ISBN 3-446-17059-6, S. 62–82.
- Feindbild Literatur. Die Biermann-Affäre, Staatssicherheit und die Herausbildung einer literarischen Alternativkultur in der DDR. In: Aus Politik und Zeitgeschichte. Bd. 22/23, 1993, S. 23–31.
- Samisdat-Literatur in der DDR und der Einfluß der Staatssicherheit. In: Gundula Fienbork, Bernd Rheinberg (Red.): Stasi, KGB und Literatur. Beiträge und Erfahrungen aus Russland und Deutschland. Heinrich-Böll-Stiftung, Köln 1993, ISBN 3-927760-17-X, S. 158–177.
- Prenzlauer Berg. Streifzüge durch eine Kulturlandschaft. In: Bernd Wilczek (Hrsg.): Berlin. Hauptstadt der DDR. 1949–1989. Elster u. a., Baden-Baden u. a. 1995, ISBN 3-89151-302-X, S. 192–215.
- Alternativkultur und Staatssicherheit 1976–1989. Expertise für die Enquete-Kommission des Deutschen Bundestags. In: Deutschen Bundestag (Hrsg.): Materialien der Enquete-Kommission „Überwindung der Folgen der SED-Diktatur im Prozeß der Deutschen Einheit“. Band 3: Bernhard Marquardt (Red.): Wirtschafts-, Sozial- und Umweltpolitik. Teilbd. 3. Suhrkamp, Frankfurt am Main 1999, S. 1636–1675, (Kurzfassung in: Klaus-Dietmar Henke, Roger Engelmann (Hrsg.): Aktenlage. Die Bedeutung der Unterlagen des Staatssicherheitsdienstes für die Zeitgeschichtsforschung (= Analysen und Dokumente. 1). Links, Berlin 1995, ISBN 3-86153-098-8).
- Zweite Kultur oder Gegenkultur? Die Subkulturen und künstlerischen Szenen in der DDR und ihr Verhältnis zur politischen Opposition. In: Detlef Pollack, Dieter Rink (Hrsg.): Zwischen Verweigerung und Opposition. Politischer Protest in der DDR 1970–1989. Campus, Frankfurt am Main u. a. 1997, ISBN 3-593-35729-1, S. 106–128.
- Jenseits der Öffentlichkeit. Zur Konzeption literarischer Öffentlichkeit in den selbstverlegten literarischen Zeitschriften in der DDR in den achtziger Jahren. In: Zeitschrift des Forschungsverbundes SED-Staat. 3, 1997, ISSN 0948-9878, S. 80–94.
- mit Margret Pötsch, Peter Walther: „Geschichte, Struktur und Arbeitsweise des Schriftstellerverbandes der DDR.“ Erste Ergebnisse eines Forschungsprojektes. In: Zeitschrift des Forschungsverbundes SED-Staat. 3, 1997, ISSN 0948-9878, S. 58–69.
- „Macht aus diesem Staat Gurkensalat“. Punk und die Exerzitien der Macht. In: Ronald Galenza, Heinz Havemeister (Hrsg.): Wir wollen immer artig sein ... Punk, New Wave, Hiphop, Independent-Szene in der DDR 1980–1990. Schwarzkopf & Schwarzkopf, Berlin 1999, ISBN 3-89602-306-3, S. 72–93.
- Gegenöffentlichkeit und dialogisches Handeln. Gert Neumanns ästhetisch-publizistischen Konzepte. In: Simone Barck, Martina Langermann, Siegfried Lokatis (Hrsg.): Zwischen „Mosaik“ und „Einheit“. Zeitschriften in der DDR. Links, Berlin 1999, ISBN 3-86153-191-7, S. 669–679.
- Das Ende des Untergrunds: Deutsch-deutsche Kulturkontakte in der Subkultur. In: Bernd Lindner, Rainer Eckert (Hrsg.): Klopfzeichen. Kunst und Kultur der 80er Jahre in Deutschland. (Begleitbuch zur Doppelausstellung Mauersprünge und Wahnzimmer). Faber und Faber, Leipzig 2002, ISBN 3-932545-47-8, S. 161–182.
- Ex Oriente Lux. Die Sowjetunion im Spiegel der DDR-Opposition und kritischer Kunst. In: Pawel Choroschilow, Jürgen Harten, Joachim Sartorius, Peter-Klaus Schuster (Hrsg.): Berlin - Москва, Moskau - Берлин. Chronik. 1950–2000. Nicolai, Berlin 2003, ISBN 3-89479-072-5, S. 76–84.
- Fotografie als Seismograph. Kunst in der geschlossenen Gesellschaft. In: Hans-Werner Schmidt (Hrsg.): Evelyn Richter. Rückblick, Konzepte, Fragmente. Kerber, Bielefeld u. a. 2005, ISBN 3-938025-45-X, S. 88–208.
- „Entwurf eines Idealorgans“. Micha Brendel: Sprache und symbolische Ordnungen. In: Constanze von Marlin (Hrsg.): Ordnung durch Störung. Auto-Perforations-Artistik. Verlag für Moderne Kunst, Nürnberg 2006, ISBN 3-938821-47-7, S. 59–70.
- Samisdat – Literatur – Modernität. Osteuropäischer Samisdat und die selbstverlegte Literatur Ostdeutschlands. In: Siegfried Lokatis, Ingrid Sonntag (Hrsg.): Heimliche Leser in der DDR. Kontrolle und Verbreitung unerlaubter Literatur. Links, Berlin 2008, ISBN 978-3-86153-494-5, 340–356.
- „Fortgänge werden beschleunigt“. Lothar Fiedler und die Dresdner Künstlerzeitschrift „und“ (1982–1984). In: Frank Eckhardt, Paul Kaiser (Hrsg.): Ohne Uns! Kunst & alternative Kultur in Dresden vor und nach ’89. Efau, Dresden 2009, ISBN 978-3-9807388-1-1, S. 172–185.
- Berührung ist nur eine Randerscheinung. Die deutsch-deutsche Geschichte einer Anthologie. In: Siegfried Lokatis, Ingrid Sonntag (Hrsg.): 100 Jahre Kiepenheuer-Verlage. Links, Berlin 2011, ISBN 978-3-86153-635-2, S. 264–274.
- Samisdat-Literatur in der DDR. In: Franz-Josef Schlichting, Hans-Joachim Veen (Hrsg.): SED-Diktatur im Spiegel der Literatur (= Wissenschaftliches Tagesseminar der Stiftung Ettersberg und der Landeszentrale für Politische Bildung Thüringen. 4). Stiftung Ettersberg, Weimar 2013, ISBN 978-3-943098-05-1, S. 47–72.
- Künstlerische Autonomie und politisches Handeln. Jürgen Fuchs und die literarischen Szenen Ostdeutschlands. In: Ernest Kuczyński (Hrsg.): Sagen, was ist! Jürgen Fuchs zwischen Interpretation, Forschung und Kritik. Dresden und Wrocław 2017.
- Wohl das Maximum des Möglichen. Rainer Kunzes „Brief mit blauem Siegel“. In: Ingrid Sonntag (Hrsg.): An den Grenzen des Möglichen: Reclam Leipzig 1945-1991. Berlin 2017.
- Die Bibliothek von Babel. In: Micha Brendel alpha*beten. Verschriftungen in Klöstern und Kirchen. Katalog zur Ausstellung. Berlin 2022.
- Ein Poet, Übersetzer und Meister der Paradoxie. (Nachruf auf Andreas Koziol). In: Freies Wort 20. Mai 2023.

Arbeiten zur Literatur der zwanziger Jahre, zur nicht offiziellen Kultur und Literatur bis 1989 in der DDR und zur Gegenwartsliteratur.
Bis 1989 Beiträge u. a. im Poesiealbum, in nicht offiziellen Zeitschriften Ariadnefabrik, Bizarre Städte, Kontext, Liane, Schaden und nach 1990 in Zeitschriften und Tageszeitungen il verri, Focus, Berliner Zeitung, Der Tagesspiegel, Ostragehege, Sax.
Weiterhin Lexikoneinträge im Lexikon der sozialistischen Literatur.  Ihre Geschichte in Deutschland bis 1945. Herausgegeben von Simone Barck, Silvia Schlenstedt u. a. . J.B. Metzler Stuttgart und Weimar 1994 und Wer war wer in der DDR? Ein Lexikon ostdeutscher Biographien. Herausgegeben von Helmut Müller-Enbergs, Jan Wielgohs u. a. Ch. Links Berlin 1992 ff.